# 格罗特-迪卡斯特罗
格罗特-迪卡斯特罗（義大利語：Grotte di Castro），是意大利拉齐奥大区维泰博省的一个市镇。总面积39.29平方公里，人口2868人，人口密度73.0人/平方公里（2009年）。ISTAT代码为056030。